# Ng Hui Lin
Ng Hui Lin (* 6. November 1989) ist eine malaysische Badmintonspielerin.

## Karriere
Ng Hui Lin gewann in der Saison 2008/2009 die Damendoppelkonkurrenz bei den malaysischen Einzelmeisterschaften gemeinsam mit Goh Liu Ying und die Mixedkonkurrenz gemeinsam mit Koo Kien Keat. 2007 war sie bei den Südostasienspielen zweimal im Viertelfinale gescheitert. Bei der Weltmeisterschaft für Damenmannschaften, dem Uber Cup 2010, wurde sie mit ihrem Team Fünfte, nachdem die Mannschaft zwei Jahre zuvor unter Ng Hui Lins Mitwirkung schon Dritter geworden war.

## Sportliche Erfolge
| Saison    | Veranstaltung             | Disziplin   | Platz | Name                                |
| --------- | ------------------------- | ----------- | ----- | ----------------------------------- |
| 2007      | Südostasienspiele         | Mixed       | 5     | Zakry Abdul Latif / Ng Hui Lin      |
| 2007      | Südostasienspiele         | Damendoppel | 5     | Amelia Alicia Anscelly / Ng Hui Lin |
| 2008      | Uber Cup                  | Team        | 3     | Malaysia                            |
| 2008      | Penang Open               | Mixed       | 1     | Koo Kien Keat / Ng Hui Lin          |
| 2008/2009 | Malaysische Meisterschaft | Mixed       | 1     | Koo Kien Keat / Ng Hui Lin          |
| 2008/2009 | Malaysische Meisterschaft | Damendoppel | 1     | Goh Liu Ying / Ng Hui Lin           |
| 2010      | Uber Cup                  | Team        | 5     | Malaysia                            |
| 2011      | Kedah Open                | Mixed       | 1     | Fairuzizuan Tazari / Ng Hui Lin     |